# اندیس باتلاق گاوخونی
باتلاق گاوخونی یک اندیس غیرفلزی است که در حوالی شهر ورزنه استان اصفهان قرار دارد و مادهٔ معدنی موجود در آن، فلدسپات است.  